# Hamilton Airport (flygplats i Australien)
Hamilton Airport är en flygplats i Australien. Den ligger i kommunen Southern Grampians och delstaten Victoria, omkring 260 kilometer väster om delstatshuvudstaden Melbourne. Hamilton Airport ligger 244 meter över havet.
Trakten runt Hamilton Airport är nära nog obefolkad, med mindre än två invånare per kvadratkilometer.. Närmaste större samhälle är Hamilton, omkring 11 kilometer söder om Hamilton Airport.
Trakten runt Hamilton Airport består till största delen av jordbruksmark. Genomsnittlig årsnederbörd är 927 millimeter. Den regnigaste månaden är juli, med i genomsnitt 143 mm nederbörd, och den torraste är februari, med 25 mm nederbörd.